# Joseph Guillemot
Joseph Guillemot (ur. 1 października 1899 w Le Dorat, zm. 9 marca 1975 w Oradour-Saint-Genest) – francuski lekkoatleta, biegacz długodystansowy, mistrz i wicemistrz olimpijski.
W czasie I wojny światowej został zatruty iperytem, co trwale uszkodziło jego płuca. Serce miał umieszczone po prawej stronie klatki piersiowej. Mimo to Guillemot wygrał w 1917 zawody swojego pułku w biegu przełajowym, a w 1918 został wojskowym mistrzem Francji. W 1920 po raz pierwszy został mistrzem Francji w biegu na 5000 metrów.
Na igrzyskach olimpijskich w 1920 w Antwerpii jako jedyny wytrzymał tempo narzucone w biegu na 5000 metrów przez faworyta Paavo Nurmiego z Finlandii. Na ostatnim wirażu wyprzedził Nurmiego po stronie zewnętrznej i niezagrożony zwyciężył. 
Finał biegu na 10 000 metrów został przesunięty w dniu zawodów o trzy godziny wcześniej na życzenie króla Alberta I. Guillemot dowiedział się o tym po zjedzeniu obfitego obiadu. Biegł w pożyczonych butach za dużych o 2 numery (jego własne zostały skradzione). Pomimo tego i kurczów żołądka zajął 2. miejsce za Nurmim. Startował na igrzyskach także w biegu przełajowym, ale go nie ukończył.
W 1922 zwyciężył w międzynarodowych mistrzostwach w biegu przełajowym indywidualnie i drużynowo, a w 1926 drużynowo. Był rekordzistą świata w biegu na 2000 metrów (5:34,8) i w biegu na 3000 metrów (8:42,2).